# Nick Gehlfuss
Nicholas Alan Gehlfuss (Cleveland, Ohio; 22 de enero de 1985) más conocido como Nick Gehlfuss, es un actor estadounidense. Es conocido por interpretar a Robbie Pratt en la serie Shameless, además de su papel como el Dr. Will Halstead en Chicago P.D. y Chicago Med.

## Biografía
Gehlfuss nació en Cleveland, Ohio, Estados Unidos y se crio en Little Italy y Chesterland, Ohio. Tiene un hermano menor, Vincent, y una hermana menor, Jillian. Se le otorgó su maestría en Bellas Artes en la Universidad de Misuri-Kansas City. Luego de sus estudios pasó dos años en Nueva York, mudándose luego a Los Ángeles.

## Carrera
Gehlfuss ha participado en numerosas series de televisión como invitado. Tuvo un papel recurrente en la cuarta temporada de la serie Shameless. 
Desde 2015 ha interpretado al Dr. Will Halstead, hermano del detective Jay Halstead en varios episodios de la serie Chicago P.D., repitiendo el mismo papel en un episodio de Chicago Fire, que sirvió como piloto para su spin-off Chicago Med en la que es protagonista.

## Vida personal
El 13 de mayo de 2016, Gehlfuss se casó con la comercializadora hotelera, Lilian Matsuda.

## Filmografía
| Año       | Programa                          | Papel             |
| --------- | --------------------------------- | ----------------- |
| 2010      | Army Wives                        |                   |
| 2011      | The Good Wife                     | Jesse             |
| 2011      | The Wingman                       | Nick              |
| 2011      | Blue Bloods                       | Jimmy the Bookie  |
| 2012      | Person of Interest                | Jack Hughes       |
| 2013      | The Glades                        | Randy Dillard     |
| 2013      | Rizzoli & Isles                   | Jack Roberts      |
| 2013      | The Newsroom                      | Ross Kessler      |
| 2014      | Shameless                         | Robbie Pratt      |
| 2014      | Royal Pains                       | Lance             |
| 2014      | Murder in the First               | Mark Strauss      |
| 2014      | Longmire                          | Cameron Maddox    |
| 2015      | It's Always Sunny in Philadelphia | Sean              |
| 2015      | Constantine                       | Dr. Thomas Galen  |
| 2015-2023 | Chicago Fire                      | Dr. Will Halstead |
| 2015-2023 | Chicago P.D.                      | Dr. Will Halstead |
| 2015-2023 | Chicago Med                       | Dr. Will Halstead |